# Radio cyfrowe
Radio cyfrowe – technologia pozwalająca przenosić dźwięk sygnałem cyfrowym za pomocą modulacji. Tego typu radia odbierać można m.in. poprzez: DAB/DAB+, HD Radio, Internet oraz naziemne, kablowe i satelitarne transmisje telewizyjne DVB. 

## Zalety i wady
Radio cyfrowe, w przeciwieństwie do analogowego, gwarantuje odbiór krystalicznie czystego dźwięku, bez zakłóceń. Dostarcza więcej informacji o nadawanym materiale od stosowanego w radiu analogowym rozszerzenia cyfrowego RDS – w przypadku radia cyfrowego komunikaty wysyłane przez nadawcę mogą być bardziej rozbudowane, oprócz danych i tekstu mogą zawierać m.in. obrazy i strony internetowe. Pozwala na emisję większej liczby programów, niższym kosztem.
Radia cyfrowe są urządzeniami konstrukcyjnie bardziej złożonymi niż radia analogowe, co wpływa na ich wyższą cenę oraz większe zużycie energii elektrycznej. Dopiero w ostatnich latach, w cenie kilku dolarów amerykańskich za sztukę, pojawiły się pierwsze energooszczędne układy scalone, pełniące funkcję zintegrowanych miniaturowych radioodbiorników cyfrowych, przeznaczonych do fabrycznej instalacji w telefonach komórkowych, tabletach oraz innych niewielkich urządzeniach. Radia cyfrowe nie są dostępne w starych samochodach, nie trafiają też do wszystkich nowych jako standardowe wyposażenie.

## Początki cyfrowego radia w Europie
W 1995 roku, na konferencji krajów europejskich, której celem było ustalenie częstotliwości przeznaczonych dla radia cyfrowego, podjęto decyzję rezerwacji zakresu od 87,5 do 108 MHz, częstotliwości te są obecnie wykorzystywane przez większość nadajników analogowych. Na mocy Specjalnego Porozumienia Wiesbaden 1995, a także późniejszych ustaleń społeczności międzynarodowej, uchwalono, że dla potrzeb naziemnego radia cyfrowego przeznacza się w Europie częstotliwości z zakresu 174–230 MHz. W kilku krajach (m.in. w Norwegii) radio cyfrowe zajmuje dodatkowo częstotliwości 230–240 MHz. Europejskim nadawcom można również przyznawać prawo do korzystania z części pasma L (1452–1492 MHz), jednakże rzadko się to praktykuje.
Profesjonalne odbiorniki DAB produkowano już w połowie lat 90., natomiast modele konsumenckie pojawiły się na rynku latem 1998 roku. Radioodbiorniki domowego użytku w wersji unowocześnionej (DAB+) zaczęto sprzedawać pod koniec roku 2007.
W 2017 pierwszym krajem na świecie, który całkowicie zrezygnował z nadawania radia w systemie FM była Norwegia. Na terenie tego kraju stacje radiowe emitują swój sygnał drogą naziemną za pomocą techniki DAB+. Dodatkowo większości rozgłośni można słuchać także za pośrednictwem Internetu.

## Stan prawny w Polsce i brak obowiązku cyfryzacji
W przeciwieństwie do cyfryzacji telewizji, Unia Europejska nie wymogła na krajach członkowskich wyłączenia sygnału analogowego czy uruchomienia radia cyfrowego.
Krajowa Rada Radiofonii i Telewizji zamierza promować cyfryzację radia, natomiast niektórzy komercyjni nadawcy sprzeciwiają się tym planom, obawiając się powolnego wzrostu popularności nowej technologii, skutkującego m.in. samodzielnym ponoszeniem przez nadawców kosztów długotrwałego etapu przejściowego, czyli wieloletniego płacenia zarówno za utrzymanie nadajników analogowych, jak i cyfrowych. Rządowi zarzuca się brak planu działania w sprawie cyfryzacji, natomiast wobec stanowiska nadawców komercyjnych pojawia się pytanie, czy domaganie się przez nich sprzyjania obecnemu (analogowemu) systemowi nadawania nie wynika z obawy przed nową technologią, tworzącą w eterze miejsce dla nowych podmiotów.

## Polskie stacje radia cyfrowego
Większość polskich rozgłośni radiowych można odbierać cyfrowo korzystając z ich stron internetowych. Ponadto są one w większości dostępne w smartfonach, tabletach, nowoczesnych telewizorach i radioodbiornikach internetowych, za pośrednictwem wielkich internetowych platform radia cyfrowego dla tego typu urządzeń, takich jak m.in. vTuner, TuneIn, Frontier Silicon, Reciva. Największe polskie stacje radiowe nadają również cyfrowo drogą satelitarną.
W Polsce od 1 października 2013 działa oficjalnie pierwszy naziemny multipleks radiowy, na którym znajdują się ogólnopolskie i regionalne rozgłośnie Polskiego Radia, programy nadawane są w standardzie DAB+. W 2014 funkcjonowały 23 nadajniki polskiego radia cyfrowego, rozmieszczone w różnych częściach kraju. Do końca 2020 roku ich liczba miała się znacznie powiększyć.